# Ultra Blue
ULTRA BLUE é o quarto álbum japonês de Hikaru Utada, lançado no Japão e no resto da Ásia em 14 de junho de 2006 pela Toshiba-EMI, marcando o retorno de Hikaru ao mercado de j-pop. Possui singles lançados entre 2003 e 2006, além de músicas inéditas. É composto por baladas leves, ao contrário do seu álbum anterior, Exodus. Foi lançado em toda a Ásia, e no dia 11 de julho foi lançado no Canadá, enquanto nos EUA o lançamento foi no dia 19 de setembro de 2006. Na edição ocidental traduziram os nomes de algumas músicas em japonês para facilitar a leitura em inglês.

## Recepção
Alcançou o primeiro lugar na Oricon Albums Chart, permanecendo na parada por 53 semanas.  Vendeu cerca de 1,150,000 cópias.

## Lista de músicas
Todas as músicas foram escritas e arranjadas por Hikaru Utada, exceto "COLORS", cujo arranjo foi feito por Hikaru Utada e Kei Kawano.
| N.º | Título                                                                                       | Duração |  |
| 1.  | "This Is Love"                                                                               | 4:58    |  |
| 2.  | "Keep Tryin'"                                                                                | 4:53    |  |
| 3.  | "BLUE"                                                                                       | 5:15    |  |
| 4.  | "日曜の朝" (Nichiyou No Asa; Manhã de Sábado)                                                | 4:44    |  |
| 5.  | "Making Love"                                                                                | 4:25    |  |
| 6.  | "誰かの願いが叶うころ" (Dareka no Negai ga Kanau Koro; Quando o desejo de alguém se realiza) | 4:27    |  |
| 7.  | "COLORS"                                                                                     | 3:59    |  |
| 8.  | "One Night Magic" (feat. Masashi Yamada of The Back Horn)                                    | 4:39    |  |
| 9.  | "海路" (Kairo; Rota marítima)                                                                | 3:34    |  |
| 10. | "WINGS"                                                                                      | 4:52    |  |
| 11. | "Be My Last"                                                                                 | 4:30    |  |
| 12. | "Eclipse -Interlude-"                                                                        | 1:32    |  |
| 13. | "Passion"                                                                                    | 4:42    |  |